# Torneo WTA de Lausanne 2019
El Ladies Championship Lausanne 2019 fue un torneo de tenis femenino jugado en pistas de tierra batida. Fue la 27.ª edición del Campeonato de Damas (pero la primera en Lausanne), es parte de la categoría WTA International de 2019. Se llevó a cabo en Tennis Club Stade Lausanne en Lausana (Suiza), del 15 hasta el 21 de julio de 2019.

## Distribución de puntos
| Modalidad           | Campeona | Finalista | Semifinales | Cuartos de final | 2ª ronda | 1ª ronda | Clasificadas | 2ª ronda de clasificación | 1ª ronda de clasificación |
| Individual femenino | 280      | 180       | 110         | 60               | 30       | 1        | 18           | 12                        | 1                         |
| Dobles femenino     | 280      | 180       | 110         | 60               | 1        | -        | -            | -                         | -                         |

## Cabezas de serie

### Individuales femenino
| Tenista            | Ranking | Preclasificada |
| Julia Goerges      | 17      | 1              |
| Caroline Garcia    | 23      | 2              |
| Alizé Cornet       | 51      | 3              |
| Mihaela Buzărnescu | 53      | 4              |
| Tatjana Maria      | 65      | 5              |
| Kateryna Kozlova   | 66      | 6              |
| Daria Gavrilova    | 74      | 7              |
| Eugénie Bouchard   | 79      | 8              |

- Ranking del 1 de julio de 2019.[2]

### Dobles femenino
| Tenista                             | Ranking | Preclasificada |
| Monique Adamczak Xinyun Han         | 115     | 1              |
| Timea Bacsinszky Mihaela Buzărnescu | 137     | 2              |
| Mona Barthel Xenia Knoll            | 171     | 3              |
| Oksana Kaláshnikova Ena Shibahara   | 172     | 4              |

## Campeonas

### Individual femenino
Fiona Ferro venció a  Alizé Cornet por 6-1, 2-6, 6-1

### Dobles femenino
Anastasia Potapova /  Yana Sizikova vencieron a  Monique Adamczak /  Xinyun Han por 6-2, 6-4